# Sparkasse am Brill

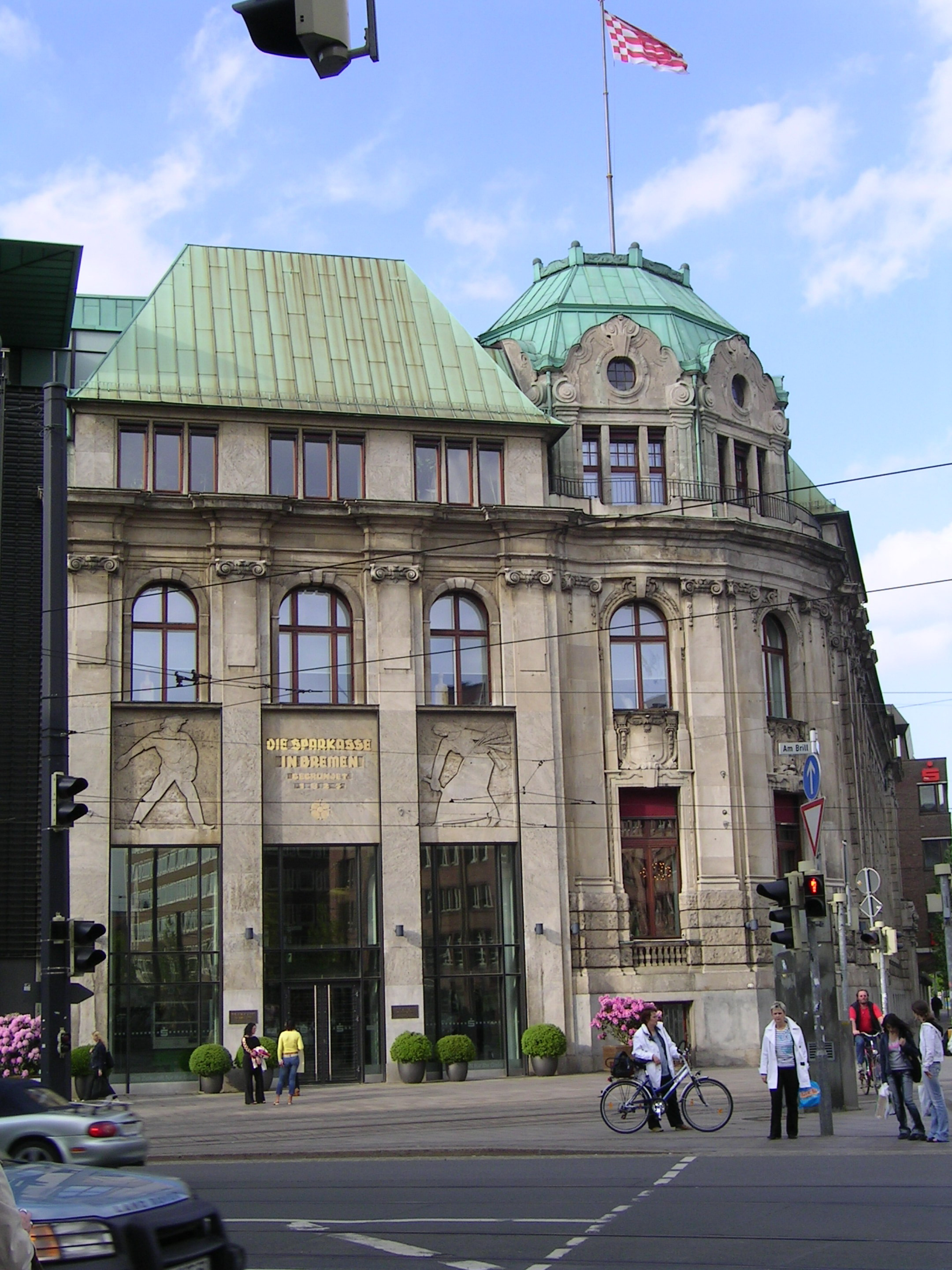
Ehem. Sparkasse am Brill,
viertes Hauptgebäude ab 1906

Das Gebäude Sparkasse am Brill in Bremen-Mitte, Am Brill 1–3 und Bürgermeister-Smidt-Straße 107, ist die denkmalpflegerische Bezeichnung für ein Bankgebäude, in dem die Sparkasse Bremen von 1906 bis 2020 ihren Hauptsitz hatte.
Das Gebäude steht seit 1980 unter Bremischem Denkmalschutz.

## Geschichte

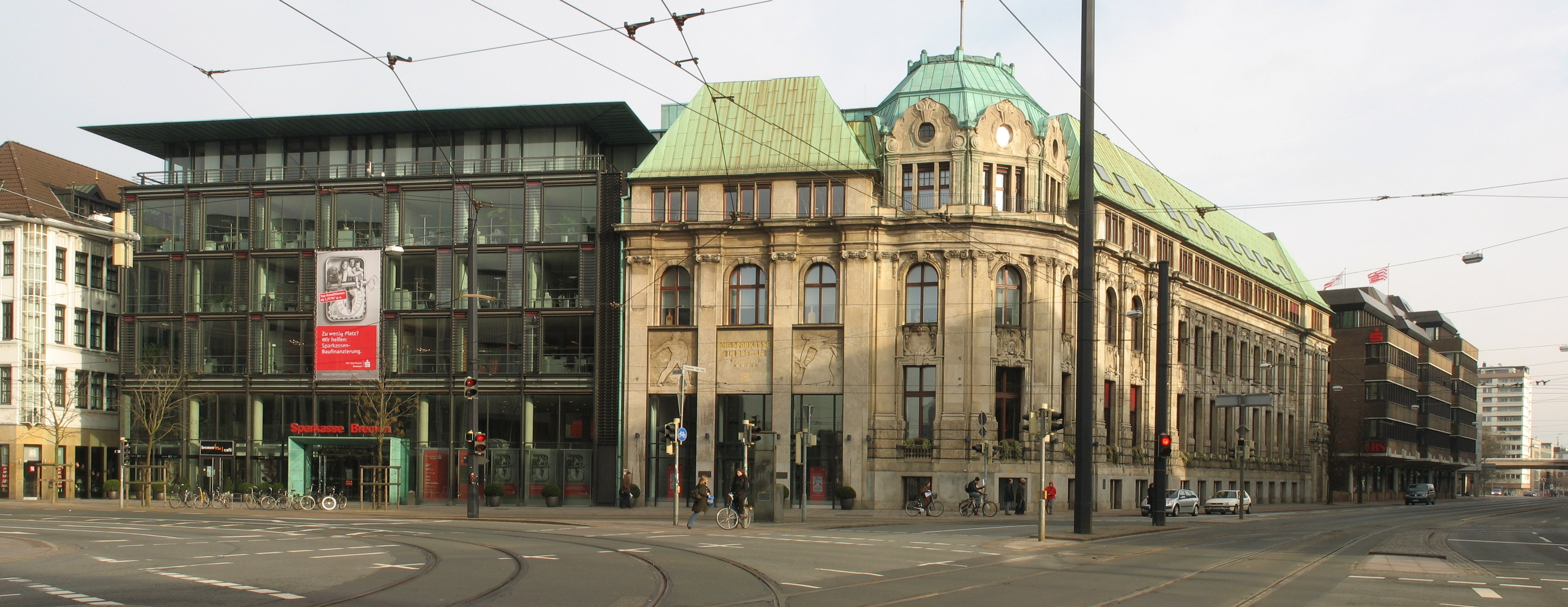
Ehemaliges Sparkassengebäude

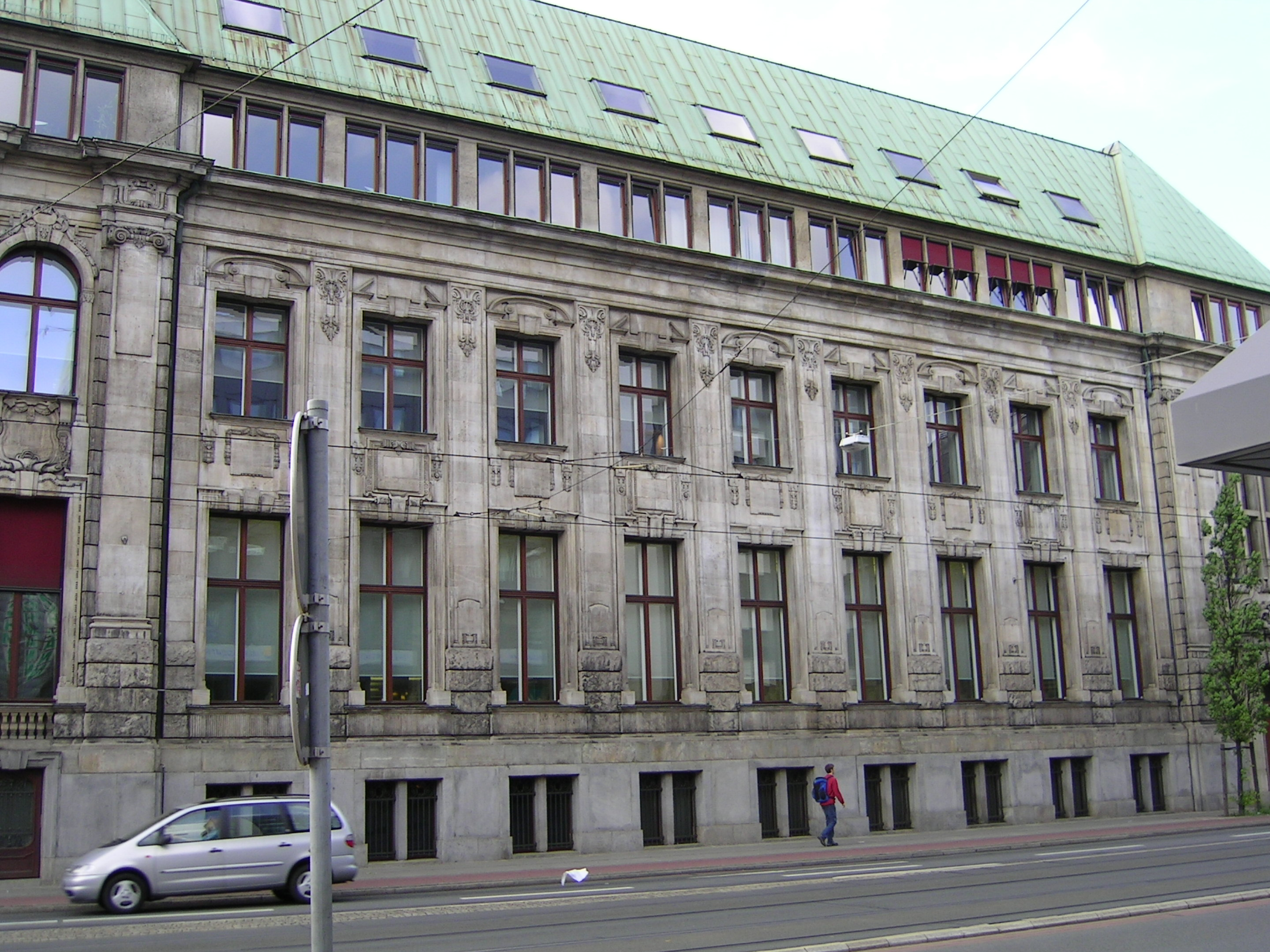
Fassade zur Bürgermeister-Smidt-Straße

Von 1882 bis 1906 stand das von dem Architekten Johann Georg Poppe geplante dritte Hauptgebäude der Sparkasse an der Ecke Obernstraße / Papenstraße, das durch das ständige Wachstum der Sparkasse zu klein wurde.
Der dreigeschossige historistische Neubau von 1906 am Brill mit seinen Stilelementen aus Barock, Renaissance und Jugendstil entstand nach Plänen des Berliner Architekten Wilhelm Martens. Mit seiner städtebaulich prominenten Ecklage am Rande der Altstadt gehört es zu den bedeutendsten Geschäfts- und Bankbauten seiner Epoche in Bremen. Martens plante viele Bankgebäude in Deutschland und im Ausland. In Bremen stammen von ihm auch die Deutsche Bank am Domshof (Nr. 22/25) und die ehemalige Deutsche Nationalbank von 1896 (Liebfrauenkirchhof Bremen 6); beide stehen unter Denkmalschutz. Kaiser Wilhelm II. besichtigte 1907 den repräsentativen Bremer Neubau.
Das Landesamt für Denkmalpflege Bremen stellte fest: „Er ist heute samt seinem ersten Erweiterungsbau von 1934–1936 der einzige erhaltene Vorkriegs-Bankbau der Bremer Sparkasse und stellt auch insofern das wichtigste bauliche Zeugnis der Entwicklung des Geldinstituts dar.“ Vom späteren expressionistischen Erweiterungsbau nach Plänen des Bremer Architekten Rudolf Jacobs ist vor allem die zweite Kassenhalle als aufwändig gestalteter repräsentativer Innenraum der 1930er Jahre erhalten.
Die Skulptur Affentor vom Bildhauer Jörg Immendorff (Düsseldorf) steht seit 2007 vor dem Gebäude. Das Impfzentrum Bremen ist seit 2021 in dem Gebäude untergebracht.

## Literatur

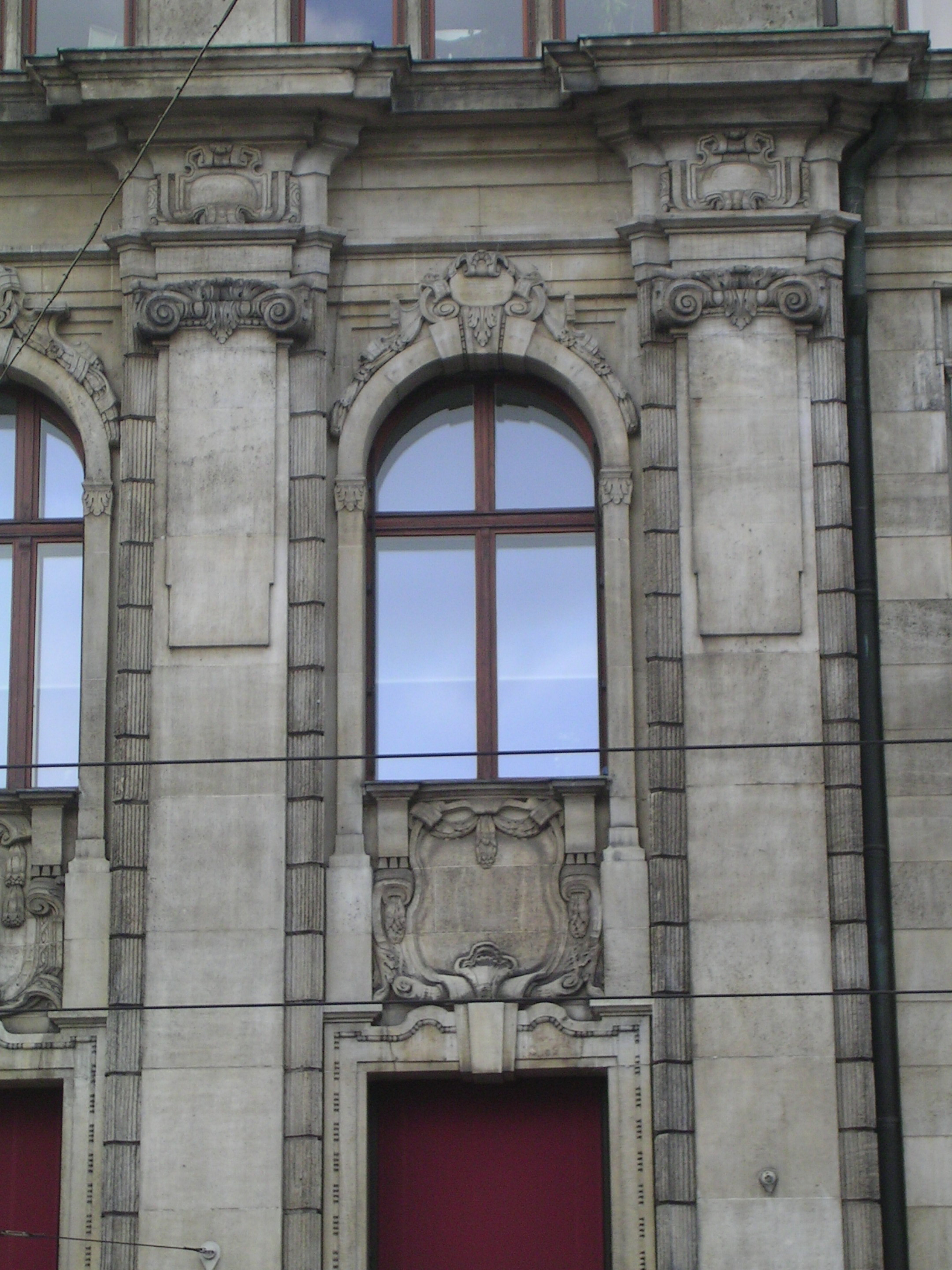
Fassadenausschnitt
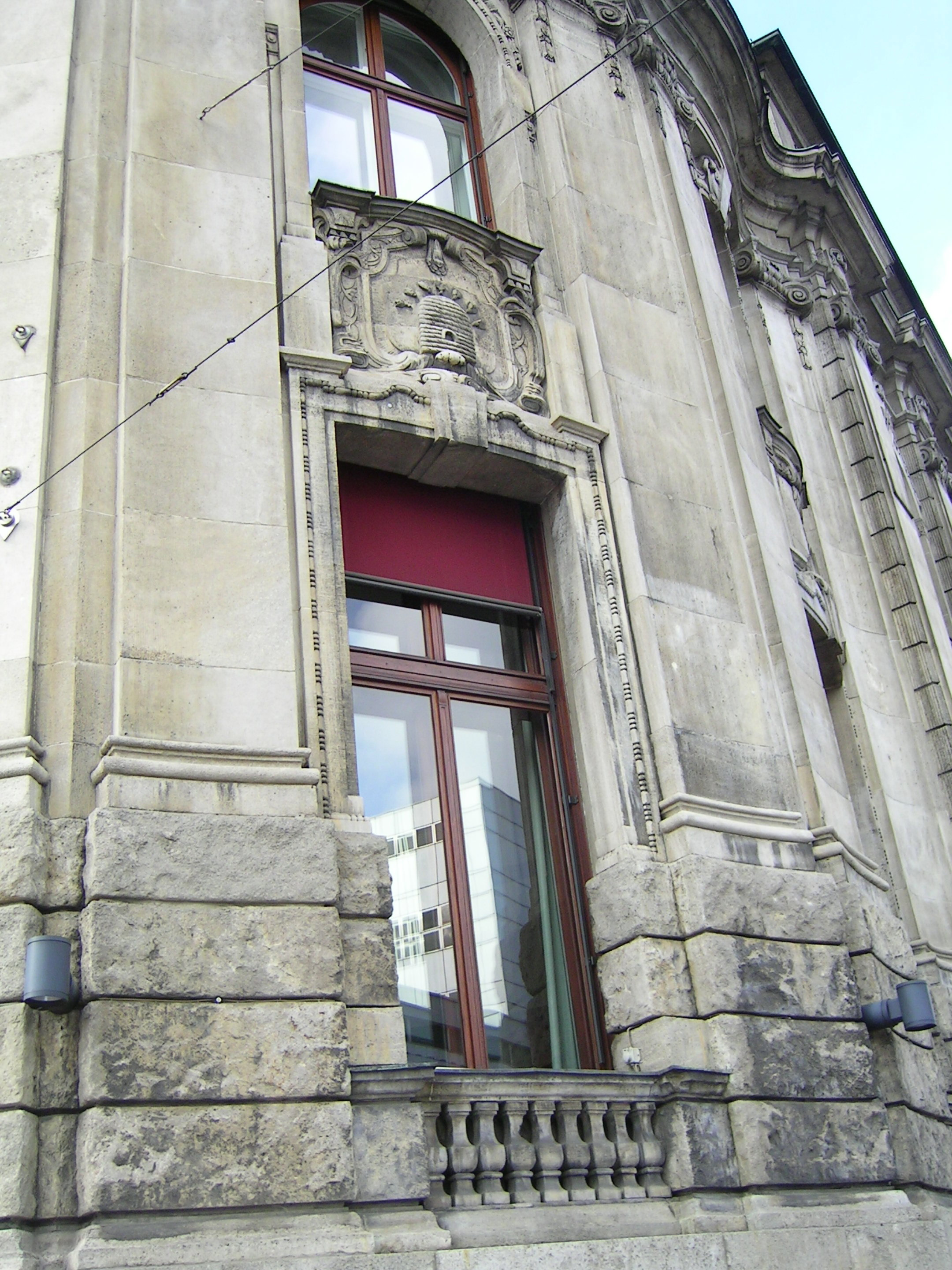
Eckausbildung
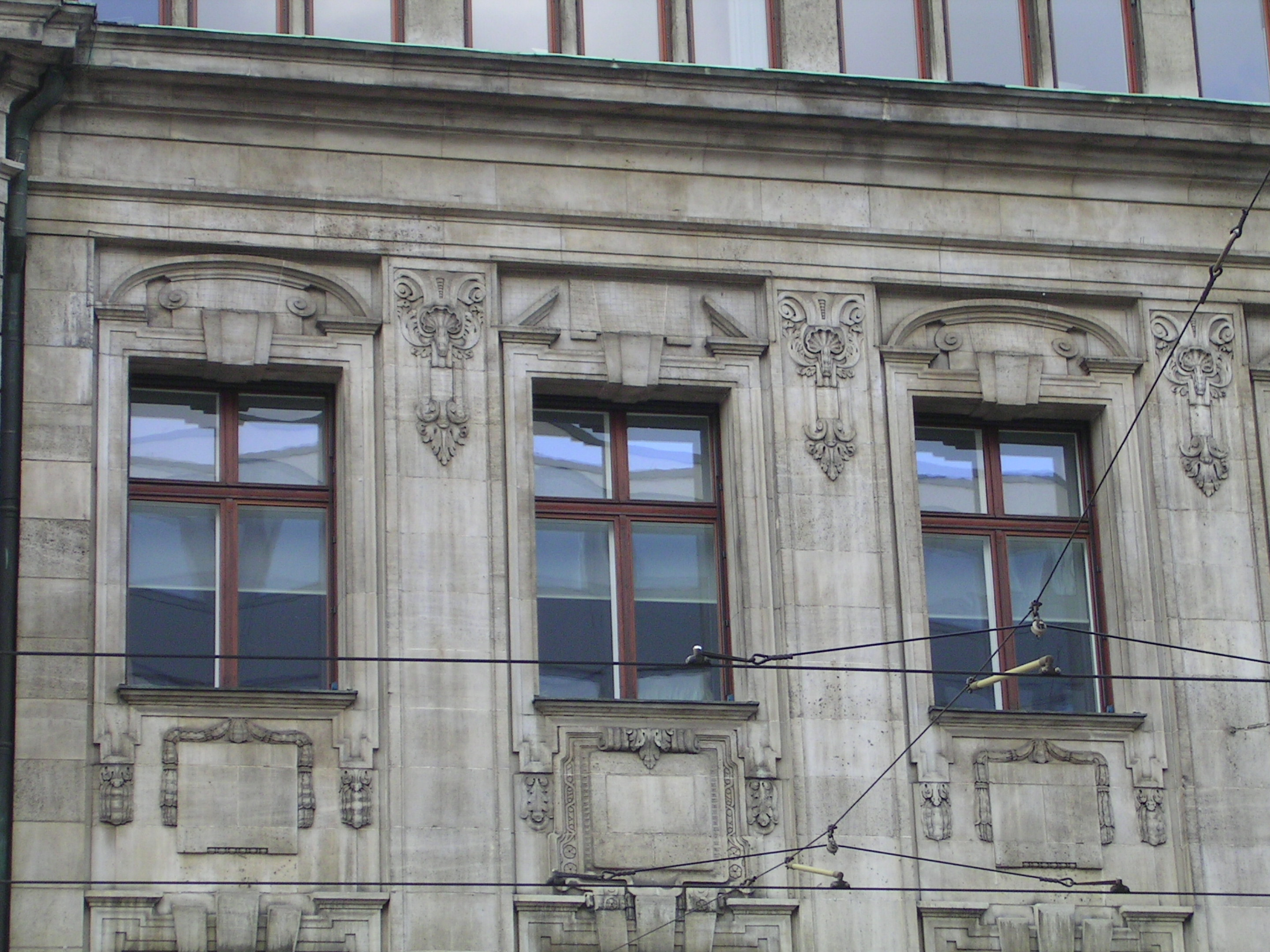
Details
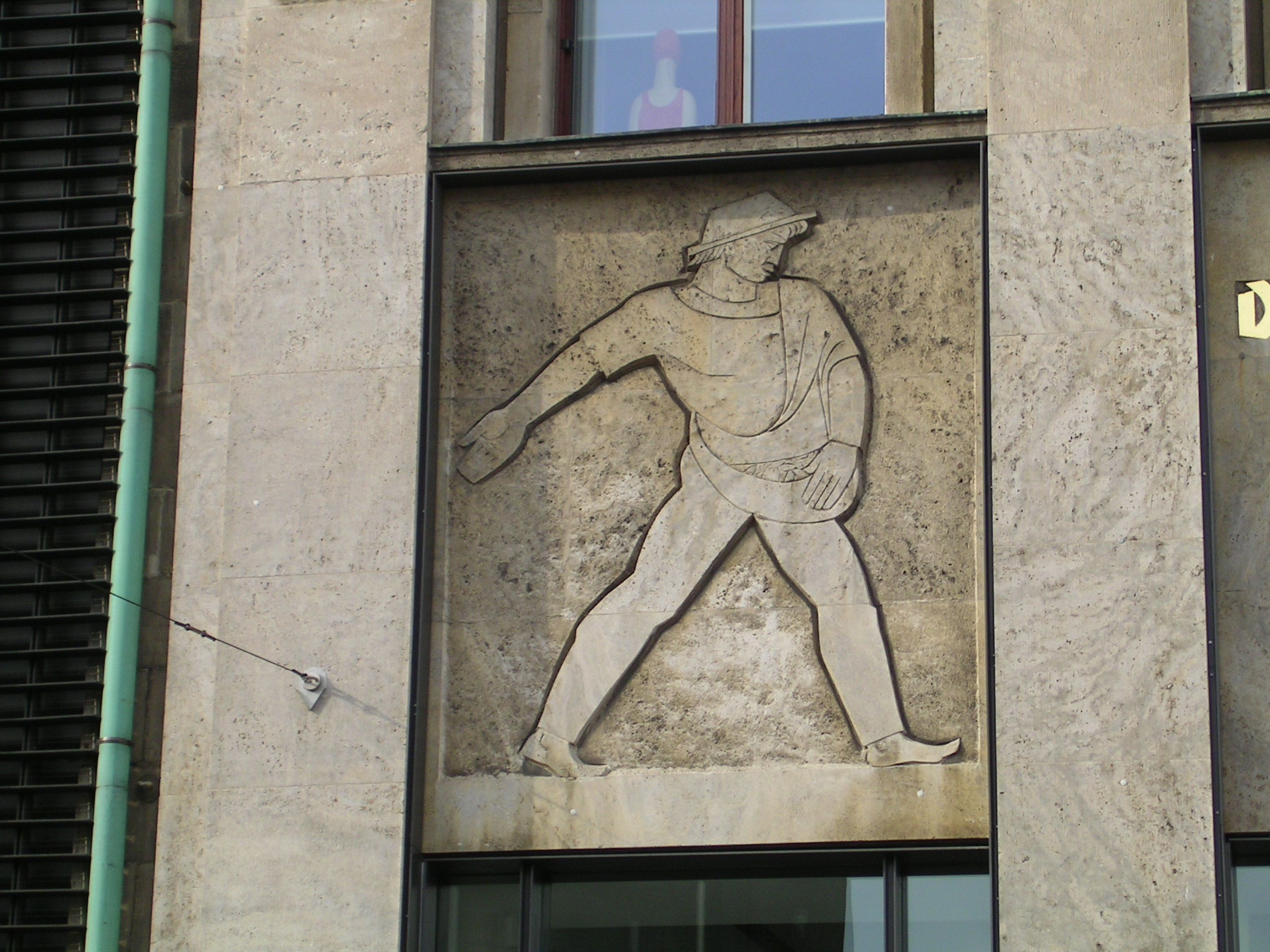
Fassadendetail
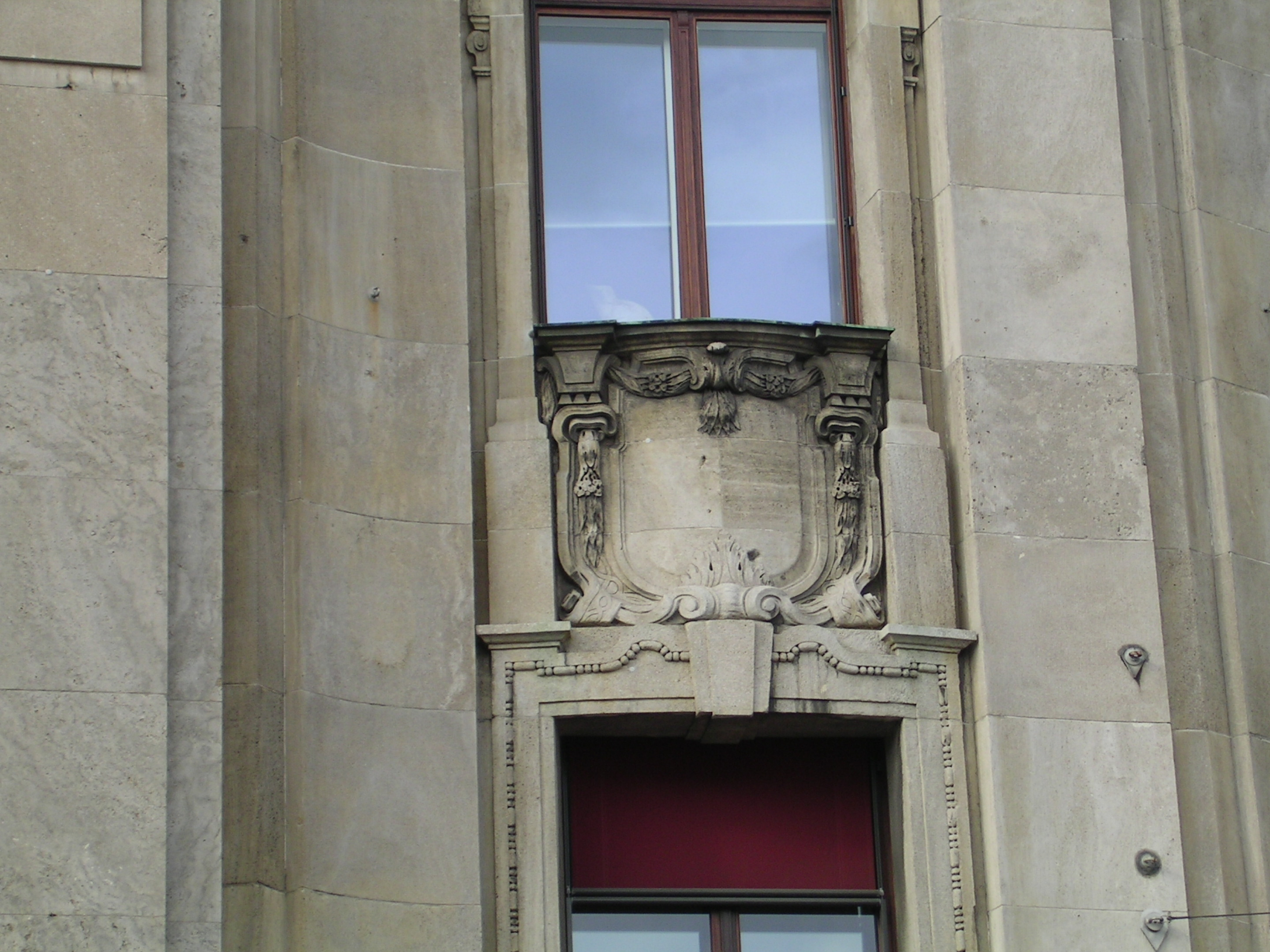
Fassadendetail
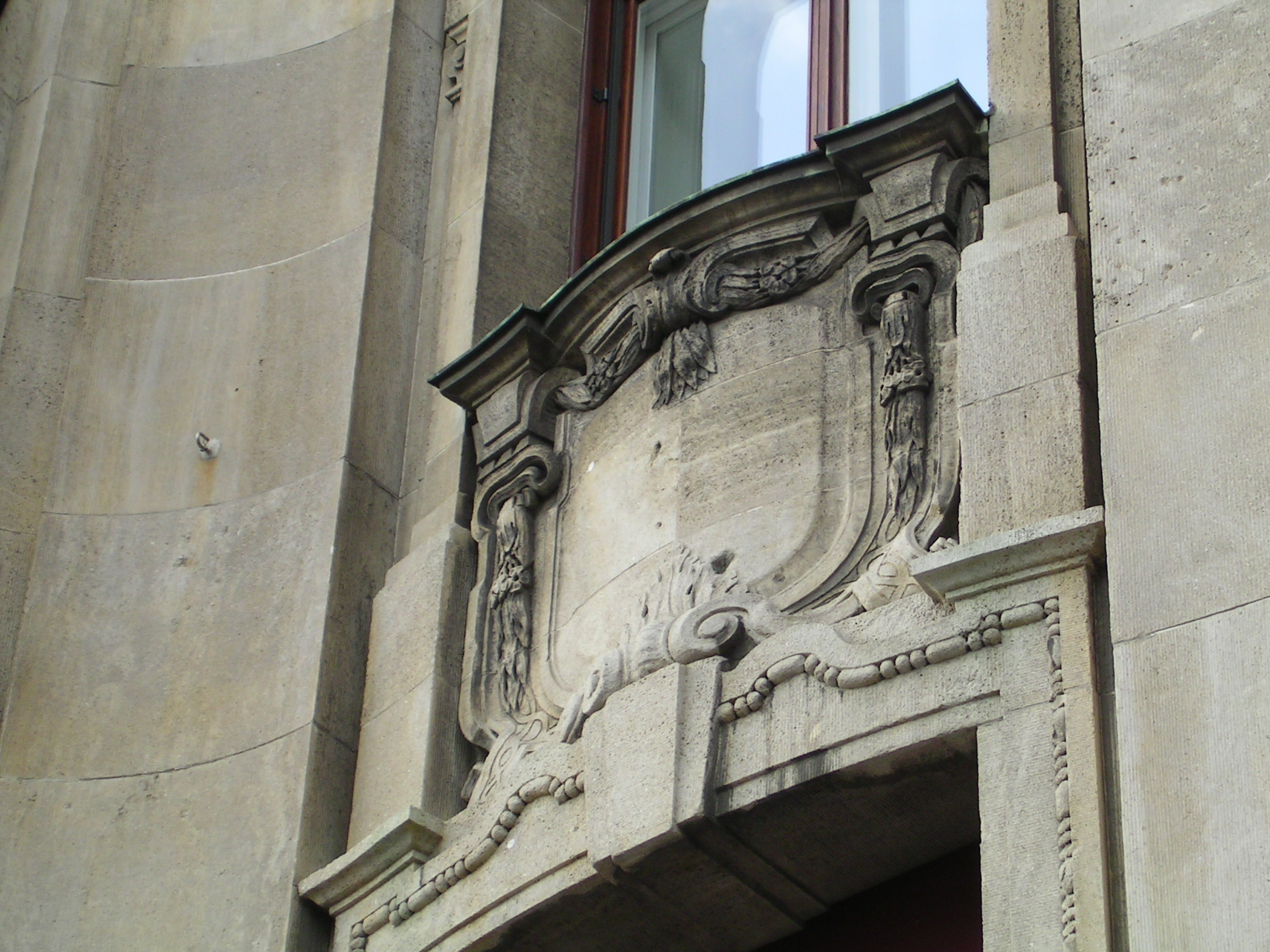
Fassadendetail